# هرمان شریده
هرمان شریده (انگلیسی: Hermann Schridde; ۳ ژوئیهٔ ۱۹۳۷ – ۱۸ مهٔ ۱۹۸۵) سوارکار پرش اهل آلمان بود.